# Colline des Chênes
La sección de Colline des Chênes (también denominada Bodarie) es la única sección de comuna de la comuna haitiana de Grand-Gosier.

## Demografía
| Gráfica de evolución demográfica de Colline des Chênes entre 2009 y 2015 |
|                                                                          |

Los datos demográficos contemplados en este gráfico de la sección de comuna de Colline des Chênes son estimaciones que se han cogido para los años 2009, 2012 y 2015 de la página del Instituto Haitiano de Estadística e Informática (IHSI). 